# The Melbourne Cup
The Melbourne Cup byl novozélandský němý film z roku 1904. Režisérem byl Franklyn Barrett (1873–1964). Film zachycoval dvoumílový dostih Melbourne Cup, který se konal v úterý 1. listopadu 1904 v australském městě Melbourne a jehož vítězem se stala kobyla Acrasia.
Jedná se o první koňský závod Melbourne Cup, který byl natočen od začátku do konce.